# Bogatir

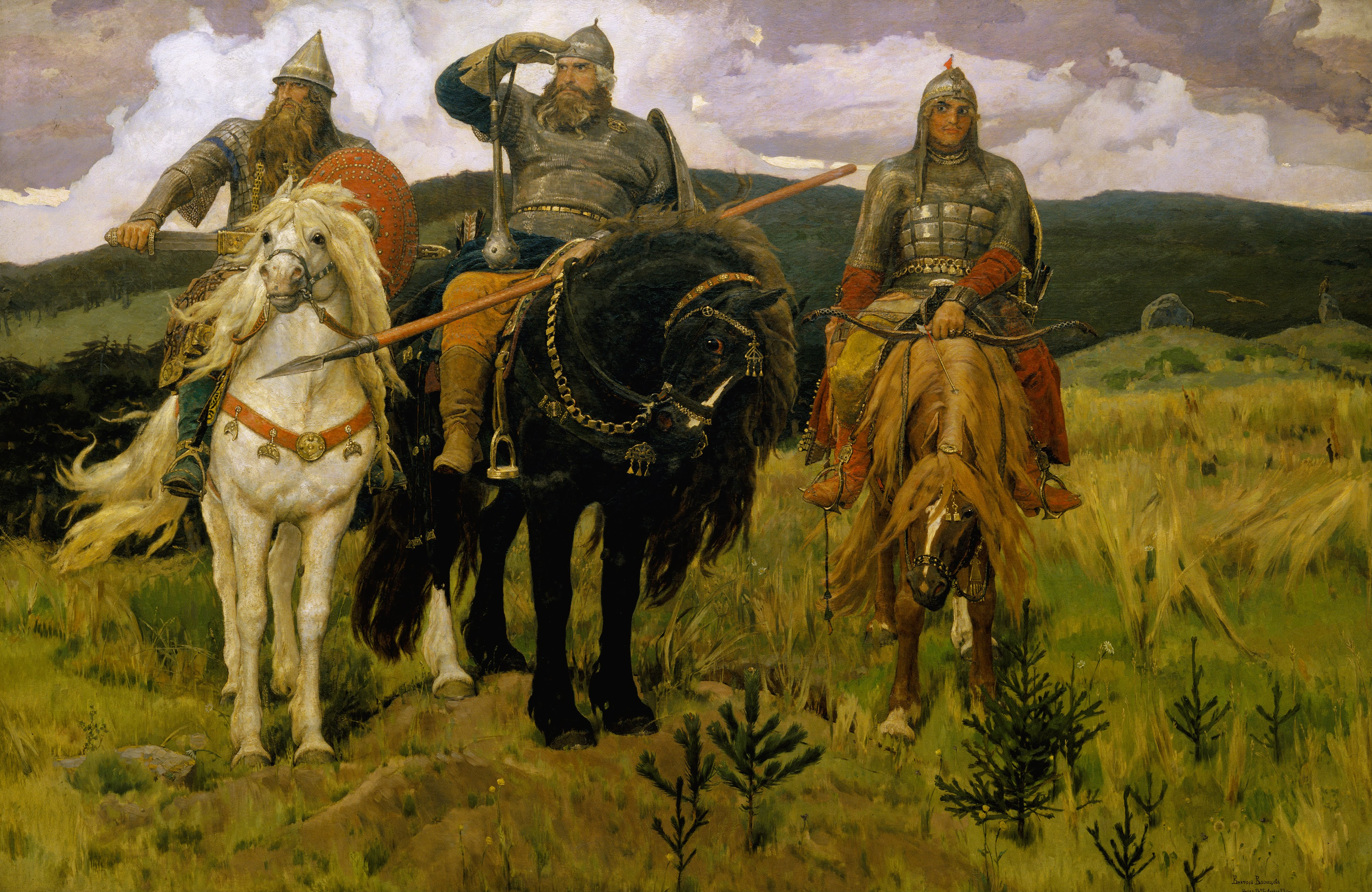
A három leghíresebb bogatir, Dobrinja Nyikitics, Ilja Muromets és Aljosa Popovics együtt szerepel Viktor Vasnyecov 1898-as, a Tretyakov Galériában őrzött Bogatir című festményén

A bogatir (oroszul: богатырь, богатир, ukránul: boɦɑˈtɪr) vagy vityaz (oroszul: витязь, ukránul: витязь) egy állandó karakter mind a középkori keleti szláv legendákban, mind a nyugat-európai lovagregényekben. A bogatirok főként a Kijevi Rusz epikus költészet ében, bilinákban. Történelmileg Nagy Vladimir (Kijev nagyhercege 978—1015 között) uralkodása alatt elit harcosai (druzsina

## Etimológia

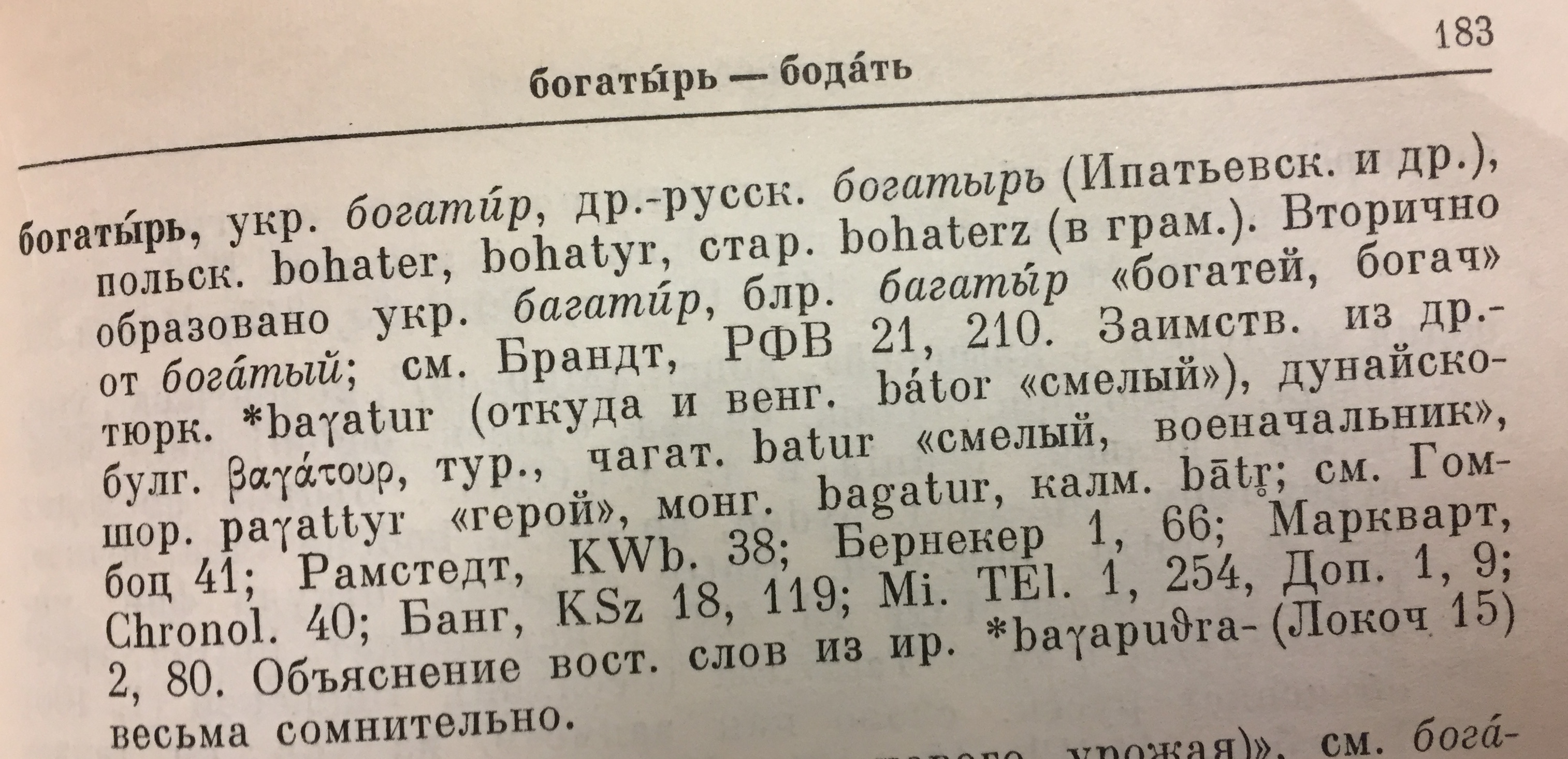
Fotó a bogatir meghatározásáról különböző nyelveken Max Vasmer orosz etimológiai szótárából

A bogatir szó nem szláv eredetű. A türk-mongol baghatur „hős" szóból ered, amely maga is bizonytalan eredetű. A kifejezést legkorábban a 8. századtól jegyezték fel.
Gerard Clauson azt sugallja, hogy a bağatur eredetileg hun tulajdonnév volt, különösen a Mao-tun. Alternatív megoldásként a Brockhaus és Efron Encyclopedic Dictionary által idézett javaslat, amely szerint a kifejezés rokonságban állhat a szanszkrit bhagadharával.
A Brockhaus és Efron (1890–1907) azt állítja, hogy a szó első ismert használata kijevi kontextusban Stanisław Sarnicki 1585-ös Descriptio veteris et novae Poloniae cum divisione ejusdem veteri et nova (A régi és az új Lengyelország leírása a régi és egy új felosztással), amely ugyanazt a „Rossi” felosztást jelenti. ... de heroibus suis, quos Bohatiros id est semideos vocant, aliis persuadere conantur." ("ruszinok" ... próbáljon meg másokat meggyőzni hőseikről, akiket Bogatiroknak, azaz félisteneknek neveznek.")
A vityaz kifejezés a protoszláv *vitędzь, a protogermán *wīkingaz kifejezésből származik, egy nyugati germán közvetítőn keresztül. A legkorábbi tanúsított forma az óangol wicing, a „kalóz", ahonnan a modern angol viking. Ez pedig valószínűleg a latin vicus szóból származik, germán *-inga- képzővel, amely az összetartozást jelzi. A germán és latin forrásokban a szónak negatív konnotációja van. A kölcsönzés körülményei és a szláv nyelvben a „hős” jelentése továbbra is tisztázatlan. Alternatív megoldásként Brückner és Machek szerint a protoszláv kifejezés lehet natív szláv eredetű, „győzelem” vagy „trófea”.
A modern oroszban a bogatir szó bátor hőst, sportolót vagy fizikailag erős embert is jelöl.

## Áttekintés

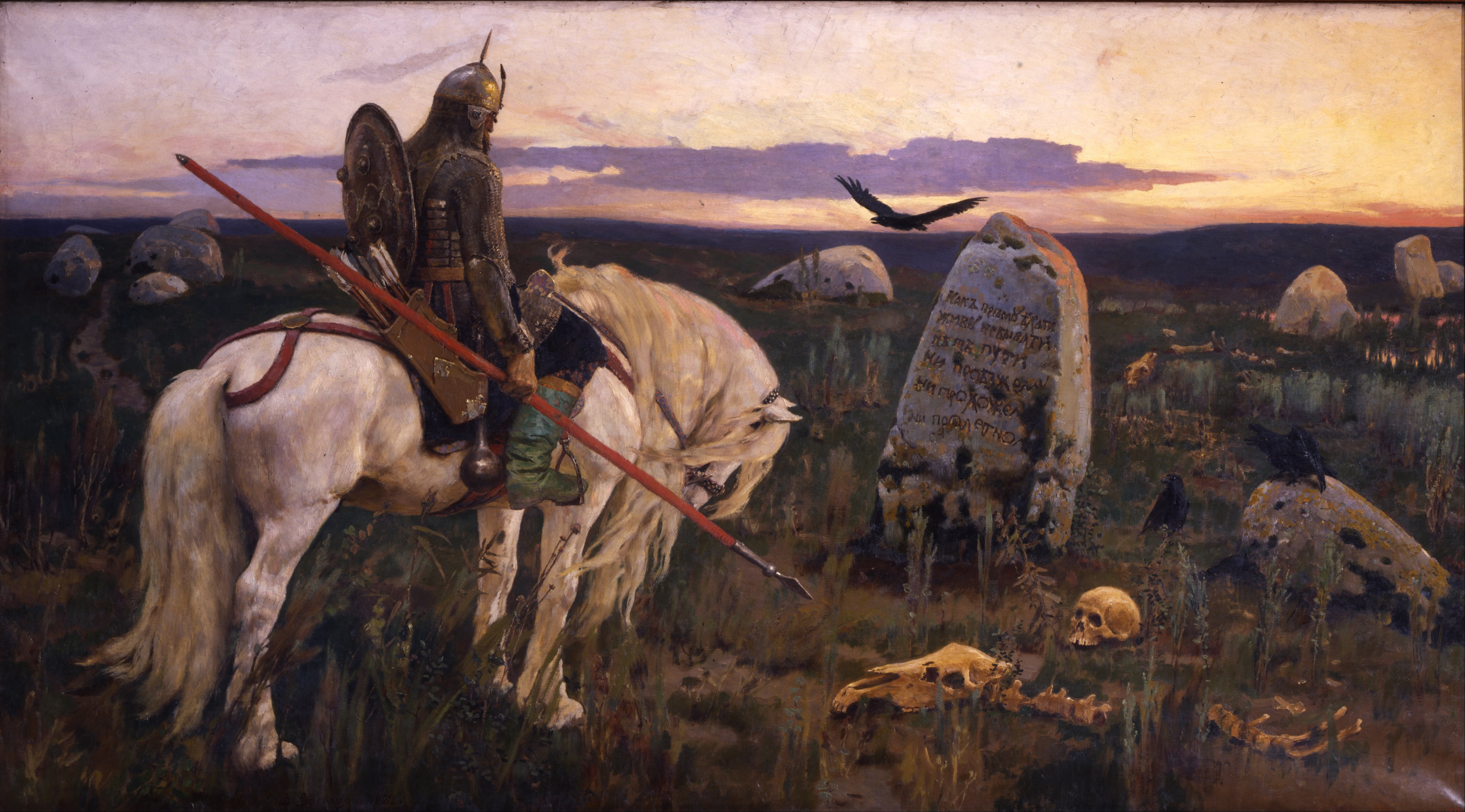
Lovag (Vityaz) a válaszúton, Viktor Vasnyecov (1882), Orosz Múzeum

Sok rusz epikus költemény, amelyeket bilináknak hívnak (ukrán; orosz), kiemelkedően szerepelt ezekről a hősökről szóló történetek, valamint számos krónika, köztük a 13. századi galíciai–volhini krónika. Egyes bogatrokról feltételezik, hogy történelmi figurák, míg mások, mint például az óriás Szvjatogor, pusztán kitalált, és valószínűleg visszhangzó alakok a szláv pogány mitológiában . Egyes tudósok három gyűjteményre osztják az epikus költeményeket: a mitológiai eposzokra, régebbi történetekre, amelyeket Kijevi Rusz megalapítása és a kereszténység térségbe hozatala előtt meséltek el, beleértve a mágiát és a természetfelettit; a kijevi ciklus, amely a legtöbb bogatirt és történeteit tartalmazza (Ilja Muromets, Dobrinja Nikitics és Aljosa Popovics); valamint a Sadko és Vaszilij Buslajevre fókuszáló Novgorodi ciklus, amely a novgorodi hétköznapokat mutatja be.<sup class="noprint Inline-Template" style="white-space:noaz ellenőrzéshez árajánlat kell ]

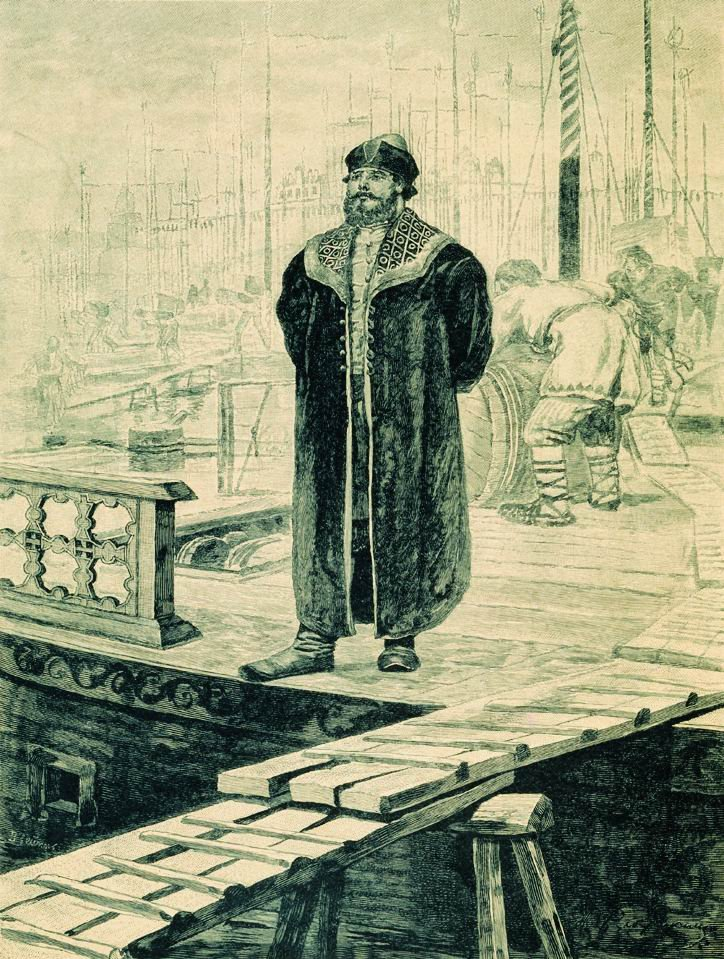
Andrej Rjabuskin: Szadko, gazdag novgorodi kereskedő, 1895

A bogatirokról szóló történetek közül sok I. Vlagyimir kijevi nagyfejedelem udvara körül forog, és szerepel a Kijevi Ciklusban. Udvarában szolgáltak a legjelentősebb bogatirok vagy vityázok: Aljosa Popovics, Dobrinja Nikitics és Ilja Muromets trió. Mindegyikük bizonyos jellemvonásairól ismert: Aljosa Popovics az eszéről, Dobrinja Nikitics a bátorságáról, Ilja Muromets pedig testi-lelki erejéről és feddhetetlenségéről, valamint a haza és a nép védelme iránti elkötelezettségéről. A bogatirok legtöbb kalandja kitalált, és gyakran tartalmazott harcoló sárkányokat, óriásokat és más mitikus lényeket. Maguk a bogatirok azonban gyakran valódi embereken alapultak. Történelmi prototípusok léteznek Dobrinja Nikitics (a Dobrynya hadúr) és Ilja Muromets számára is.
A Novgorodi Köztársaság sajátos fajta hőst hozott létre, inkább kalandort, mint nemes harcost. A legkiemelkedőbb példák Szadko és Vaszilij Buslajev voltak, akik a népi eposzok Novgorodi ciklusának részévé váltak.
Ezekben az eposzokban a legkiemelkedőbb hősök Szvjatogor és (Волх Всеславич) ; általában „idősebb bogatiroknak" nevezik őket.
A későbbi jelentős bogatirok közé tartoznak azok is, akik Alekszandr Nyevszkij (1221–1263) mellett harcoltak – köztük Vaszilij Buszlajev – és azok, akik az 1380-as kulikovoi csatában harcoltak.
A kijevi bogatirok és hősmeséik hatással voltak az orosz irodalom és művészet alakjaira, például Alekszandr Puskinra, aki 1820-ban írta a Ruslan és Ludmila című epikus mesekölteményt, Viktor Vasnyecovra és Andrej Rjabuskinra, akiknek alkotásai a népi eposzok különböző ciklusaiból sok bogatírt ábrázolnak. A bogatirokat a csodamesék játékosabb megvilágításban is említik, mint például a „Foma Berennikov"„” története Alekszandr Afanaszjev Orosz tündérmesék című gyűjteményében, amelyben Aljosa Popovics és Ilja Muromets szerepel.
Az oroszországi székhelyű Red Medusa Animation Studio megalkotta a bogatirok animációs paródiáját „Három orosz bogatur” címmel, amelyben a címszereplők – erős és kitartó, de nem túlságosan fényes – legyőzik a mesék, a popkultúra és a modern élet különböző ellenfeleit.

## A női bogatir

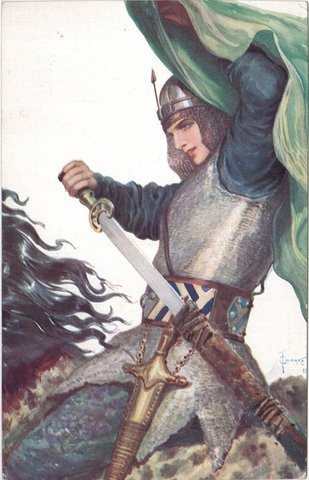
Szergej Szolomko: Bogatir, Nasztaszja Korolevicsna

Bár nem annyira kutatott, a női bogatir vagy (Поленица_(мифология)) ( поляница ) az amazonokhoz hasonló női harcos. Az ismertebb polianicsák közül sokan a híres férfi bogatírok feleségei, mint például Nastas'ya Nikulichna, Dobrinja Nikitics felesége. Noha a női bogatir nem egészen egyezik a férfiakkal erőben és bátorságban, vannak olyan történetek, amelyek olyan eseteket részleteznek, amikor megmentik férjüket, és túljárnak az ellenség eszén. Gyakran láthatók együttműködni a hősökkel olyan mesékben, amelyek megemlítik jelenlétüket.

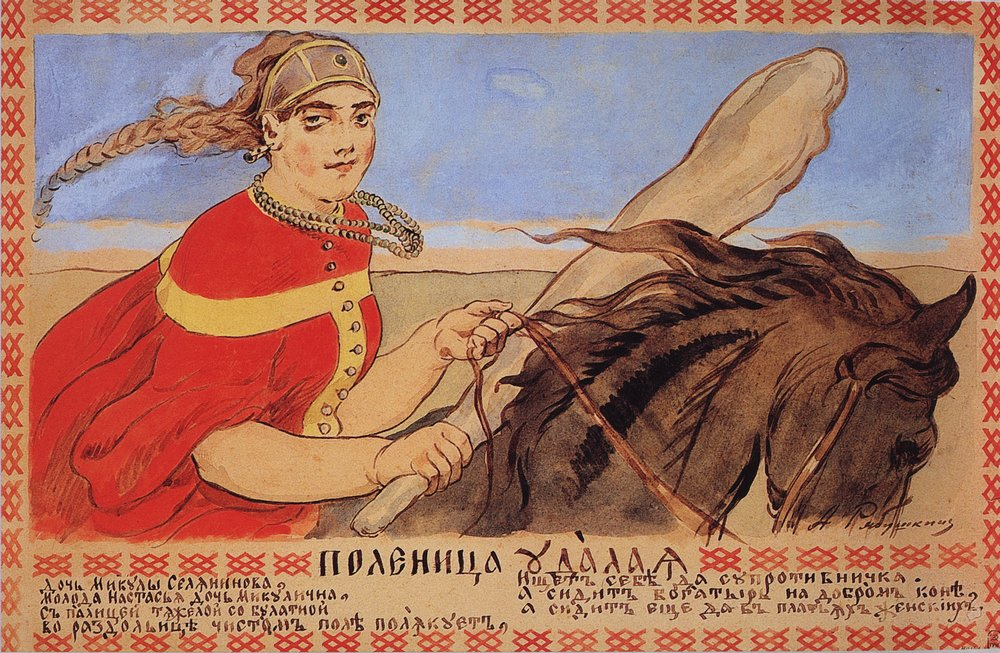
Nasztaszja Mikulicsna, Mikula Szeljanyinovics lánya (A. Rjabuskin művészete, 1898)

## Híres bogatirok
A legtöbb bogatir kitalált, de úgy gondolják, hogy történelmi prototípusokon alapulnak:
- Az alábbi három együttes neve „(Три богатирі)”;
  - Ilya Muromets, akit a bogatirok közül a legnagyobbnak tartanak, Karacharovo faluból, Murom közelében.[9][10]
  - Dobrinja Nikitics – I. Vlagyimir kijevi nagyfejedelem hadvezére alapján, aki Rjazanyhoz kötődik[11]
  - Aljosa Popovics („Aljosa, a pap fia") – Rosztovból[12]
  - Az orosz változatban Muromból[13] Rjazanból[11] és Rosztovból származnak.
- Mikita Kozsumjaka, bogatir és egy népi hős kígyóbirkózó, akinek tiszteletére a Perejaszlav nevet kapta
- Evpaty Kolovrat, a The Tale of the Destruction of Ryazan című bogatyr, aki a mongol uralkodó, Batu kán seregével harcolt.
- Szvjatogor, egy óriási lovag, aki erejét Ilja Muromecre hagyta (tisztán kitalált)
- Novgorodi Vaszilij Buslajev
- Anika, a harcos
- Sztyepanovics herceg
- Dunay Ivanovics
- Volga Szvjatoszlavovics (talán Novgorodi Oleg vagy Polocki Vseslav alapján)
- Sukhman The Bogatyr
- Mikula Szeljanyinovics („Mikula, a falusi fia")

Néhány történelmi harcos a folklórba is bekerült, és bogatir néven vált ismertté:
- A novgorodi Gavrila Aleksics, aki Alekszandr Nyevszkijt szolgálta a névai csatában (történelmi)
- Novgorodi Ratmir, aki Alekszandr Nyevszkijt szolgálta a névai csatában (történelmi)
- Pereszvet, aki feláldozta magát a tatárok ellen a kulikovói csatában (történelmi)

## Bogatirok a filmeken
- Alexander Ptusko filmjei:
  - Szadko (Садко, 1953)
  - Ilja Muromec (Илья Муромец, 1956)
  - Ruszlan és Ludmilla (Руслан и Людмила, 1972), Alekszandr Puskin azonos című fantasy költeménye alapján.
- Szojuzmultfilm animációs filmek (rendező: Ivan Akszencsuk):
  - Ilja Muromec (1975)
  - Ilja Muromec és Nightingale, a rabló (1978)

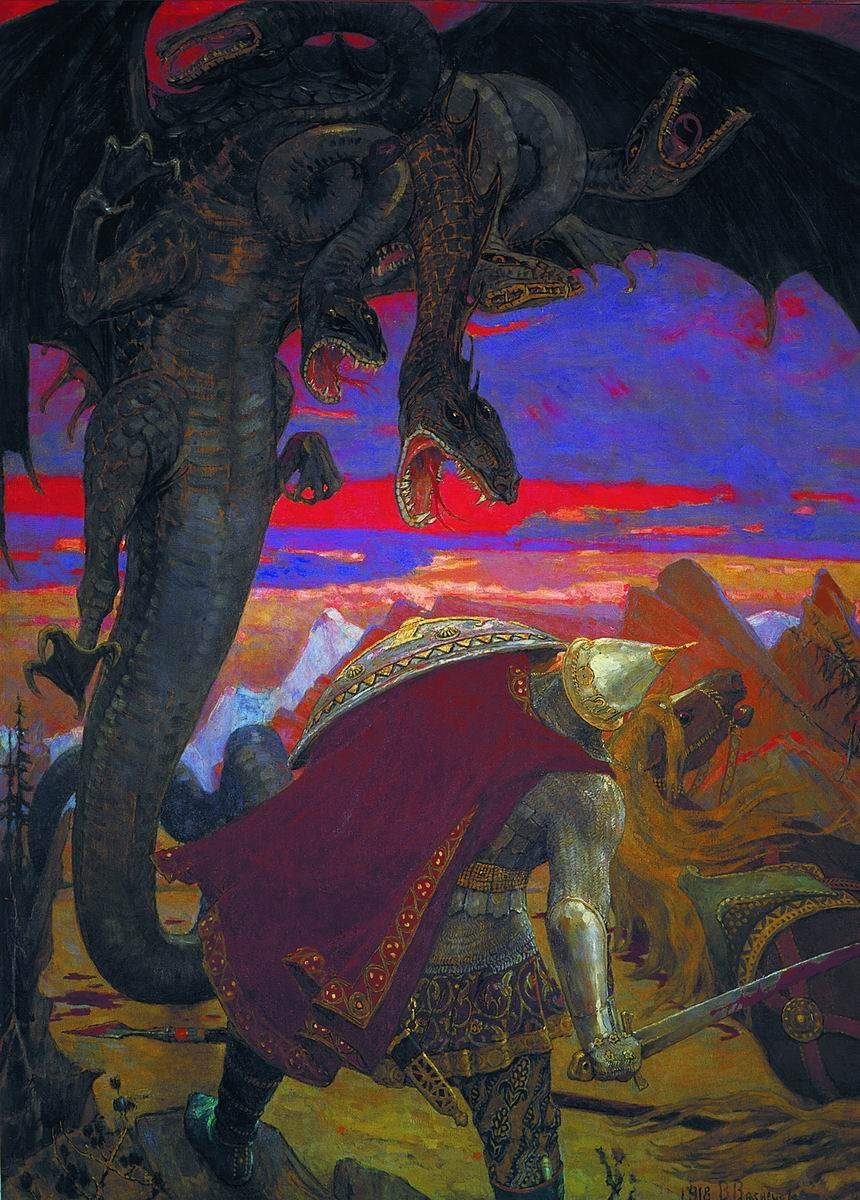
Viktor Vasnyecov. Dobrinja Nyikitics és a sárkány, 1913–1918

- Melnyica Animációs sorozat A három bogatir :
  - Aljosa Popovics és Tugarin, a kígyó (Алёша Попович и Тугарин Змей, 2004)
  - Dobrinja Nyikitics és Zmej Gorinics (Добрыня Никитич и Змей Горыныч, 2006)
  - Ilja Muromec és Szolovej, a rabló (Илья Муромец и Соловей-Разбойник, 2007)
  - A három bogatir és a samakán királynő (Три богатыря и Шамаханская царица, 2010)
  - A három bogatir a távoli partokon (Три богатыря на дальних берегах, 2012)
  - A három bogatir: A ló pályája (Три богатыря: Ход конём)
  - A három bogatir és a tenger királya (Три богатыря и Морской царь)
- Egyéb filmek:
  - A Sárkányvarázslat (Микита Кожум'яка, 2016) egy 2016-ban bemutatott ukrán 3D-s animációs fantasy film, amelyet Manuk Depoyan rendezett Anton Siyanika azonos című meséje alapján.
  - Mikita Kozsumjaka (1965) ukrán animációs rajzfilm a Kijevi Rusz korabeli népmesék alapján
  - A jégmezők lovagja (Александр Невский, 1938) Szergej Eisensteintől. Bár valós történelmen alapul, a film erős bilina hatást is mutat, és másodlagos szereplőként szerepel Vaszilij Buszlajev bilina bogatir.
  - A kerzsenyeci csata (1971)
  - Vaszilisza Mikulisna (1975, Roman Davydov), az azonos nevű bilina animációs adaptációja.
  - Vlagyimir herceg (Князь Владимир, 2006) a valódi középkori történelmet is ötvözi a fantáziával és a folklórral.
  - Last Knight (2017), vígjáték, amely dekonstruálja az orosz folklórt.

## Fordítás
- Ez a szócikk részben vagy egészben  a   Bogatyr című angol Wikipédia-szócikk fordításán alapul.  Az eredeti cikk szerkesztőit annak laptörténete sorolja fel. Ez a jelzés csupán a megfogalmazás eredetét és a szerzői jogokat jelzi, nem szolgál a cikkben szereplő információk forrásmegjelöléseként.